# Maria Anna Izabela Wazówna
Maria Anna Izabela Wazówna (ur. 8 stycznia 1642 w Warszawie, zm. 7 lutego 1642 tamże) – królewna polska, córka Władysława IV Wazy i jego pierwszej żony Cecylii Renaty, siostra Zygmunta Kazimierza.

## Życiorys
11 stycznia 1642 Maria Anna Izabela została ochrzczona na Zamku Królewskim w Warszawie. Ojcem chrzestnym królewny został król hiszpański Filip IV Habsburg, którego podczas ceremonii zastępował nieznany z imienia poseł. Królewna chorowała na epilepsję i zmarła w Warszawie miesiąc po narodzinach. Zwłoki Marii Anny Izabeli przewieziono do Krakowa, gdzie 13 kwietnia 1642 odbył się jej skromny pogrzeb w katedrze krakowskiej.